# Comuna de Wólka
Wólka (polaco: Gmina Wólka) é uma gminy (comuna) na Polónia, na voivodia de Lublin e no condado de Lubelski.
De acordo com os censos de 2014, a comuna tem 11126 (Dezembro 2014) habitantes, com uma densidade 153 hab/km².

## Área
Estende-se por uma área de 72,65 km², incluindo:
- área agricola: 77%
- área florestal: 14%

## Demografia
Dados de 31 de Dezembro 2014:

|                      | Total   | Total | Mulheres | Mulheres | Homens  | Homens |
| -------------------- | ------- | ----- | -------- | -------- | ------- | ------ |
|                      | pessoas | %     | pessoas  | %        | pessoas | %      |
| População            | 11126   | 100   | 5674     | 51,0     | 5452    | 49,0   |
| Densidade (pop./km²) | 153,1   | 100   | 78,1     | 78,1     | 75,0    | 75,0   |

De acordo com dados de 2002, o rendimento médio per capita ascendia a 1099,63 zł.